# Lukas Foss
Lukas Foss   (Berlín, 15 d'agost de 1922 - Manhattan, 1 de febrer de 2009) en alemany: Lukas Fuchs va ser un compositor, director i professor nord-americà d'origen alemany.

## Biografia
Fuchs va néixer en una família jueva a Alemanya, que es va veure obligada a emigrar quan els nacionalsocialistes van arribar al poder en aquell país. Va rebre la seva educació musical a París sota la direcció de Noël Gallon i Felix Wolfes; el 1937-1940 va estudiar al "Curtis Institute" i després al "Tanglewood Music Center" amb Serge Koussevitzky i a la Universitat Yale amb Paul Hindemith. Des de 1944, Lukas Foss fou pianista de l'Orquestra Simfònica de Boston. Del 1950 al 1952 va estudiar a Roma.
De 1952 a 1962, Foss va ser professor i director d'orquestra a la Universitat de Los Angeles. De 1963 a 1971, va dirigir l'Orquestra Filharmònica de Buffalo i, a partir de 1972, l'Orquestra de la Ràdio de Jerusalem. De 1981 a 1986, va ser director en cap de l'Orquestra Simfònica de Milwaukee. El 1989-1990 va treballar al "Tanglewood Music Center", i des de 1991 va ser professor a la "Boston University School of the Arts".

## Obra
Foss és autor de tres òperes, tres ballets, dues simfonies, dos concerts per a piano, un concert per oboè, un per a violoncel, un per a clarinet, obres de música de cambra, diverses cantates i cançons.
- 1943 - The Prairie, cantata per a cor i orquestra
- 1945 - The Gift of the Magi, Ballet, (El regal dels Mags), ballet basat en la novel·la d'O. Henry
- 1949 - The Jumping Frog of Calaveras County, una òpera basada en les històries de Mark Twain
- 1955 - Griffelkin, òpera en 3 actes
- 1955-58 Symphony of Chorals
- 1959 - Introductions and Goodbys, òpera de 9 minuts basada en llibret de Giancarlo Menotti
- 1959-1960 Time Cycle, 4 cançons per a soprano i orquestra
- 1961-1963 Echoi, treball per a clarinet, violoncel, percussió i piano
- Thirteen Ways of Looking at a Blackbird, 1978
- 1964 - Elytrés, obra per a flauta, dos violins i orquestra de cambra
- 1967 - Non-Improvisation, treball per a clarinet, violoncel, piano, orgue electrònic i percussió ad libitum* Paradigm pour 5 musiciens
- 1968 — "Paradigma" per a un conductor-baterista, una guitarra elèctrica i tres instruments més capaços de produir so
- 1969 - Geod, obra per a gran orquestra de 4 grups orquestrals i un cor opcional
- 1970 - Men at Play, un joc musical per a 4 intèrprets virtuosos i una cinta electrònica
- 1985 — Concert renaixentista per a flauta i orquestra
- 1989 — "Elegy for Anne Frank" per a orquestra de cambra, piano i recitador (pel 60è aniversari del naixement d'Anne Frank)

El 1992, amb la música de "Orfeu i Eurídice" de Foss Jiri Kilian va posar en escena el ballet "Как будто этого не было" per a "Nederlands Dans Theatre" (As If Never Been), que va rebre el premi Benois de la danse.

## Premis
- Beca Guggenheim (1945, 1959)
- Premi de Roma (1949)
- Premi de Música de l'Acadèmia Americana de les Arts i les Lletres (1957)
- Fulla de llorer Bay Leaf